# Bifascioides
Bifascioides là một chi bướm đêm thuộc họ Cosmopterigidae.